# Ophionotum pulcher
Ophionotum pulcher är en insektsart som beskrevs av Melichar 1898. Ophionotum pulcher ingår i släktet Ophionotum och familjen dvärgstritar. Inga underarter finns listade i Catalogue of Life.